# 耶什捷德山麓亞布隆內

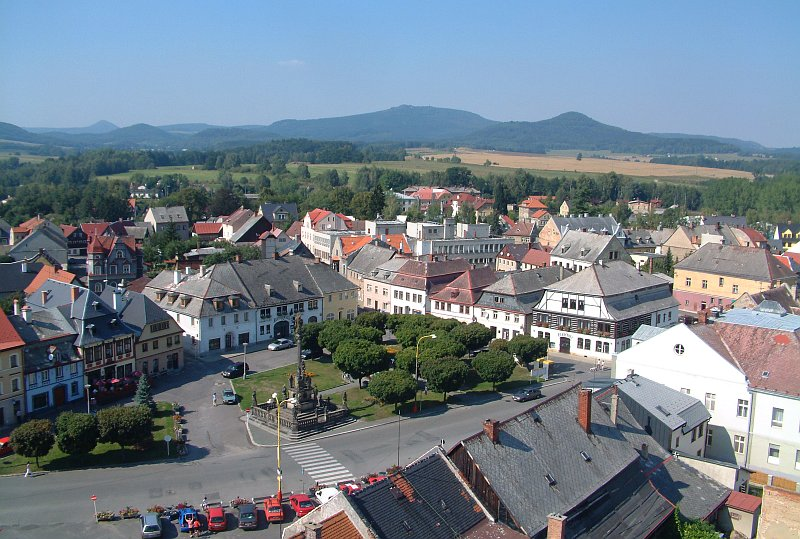

耶什捷德山麓亞布隆內是捷克的城鎮，位於該國北部，由利貝雷茨州負責管轄，面積57.85平方公里，海拔高度315米，1788年5月11日發生的火災破壞大部分建築物，2006年人口3,775。

## 外部連結
- （捷克文） Official website （页面存档备份，存于）